# Alpharetta
Alpharetta é uma cidade localizada no estado americano da Geórgia, no Condado de Fulton.

## Demografia
Segundo o censo americano de 2000, a sua população era de 34.854 habitantes.
Em 2006, foi estimada uma população de 43.424, um aumento de 8570 (24.6%).

## Geografia
De acordo com o United States Census Bureau, a cidade tem uma área de 55,3 km².

## Localidades na vizinhança
O diagrama seguinte representa as localidades num raio de 16 km ao redor de Alpharetta. 